# Melker Klosterreform

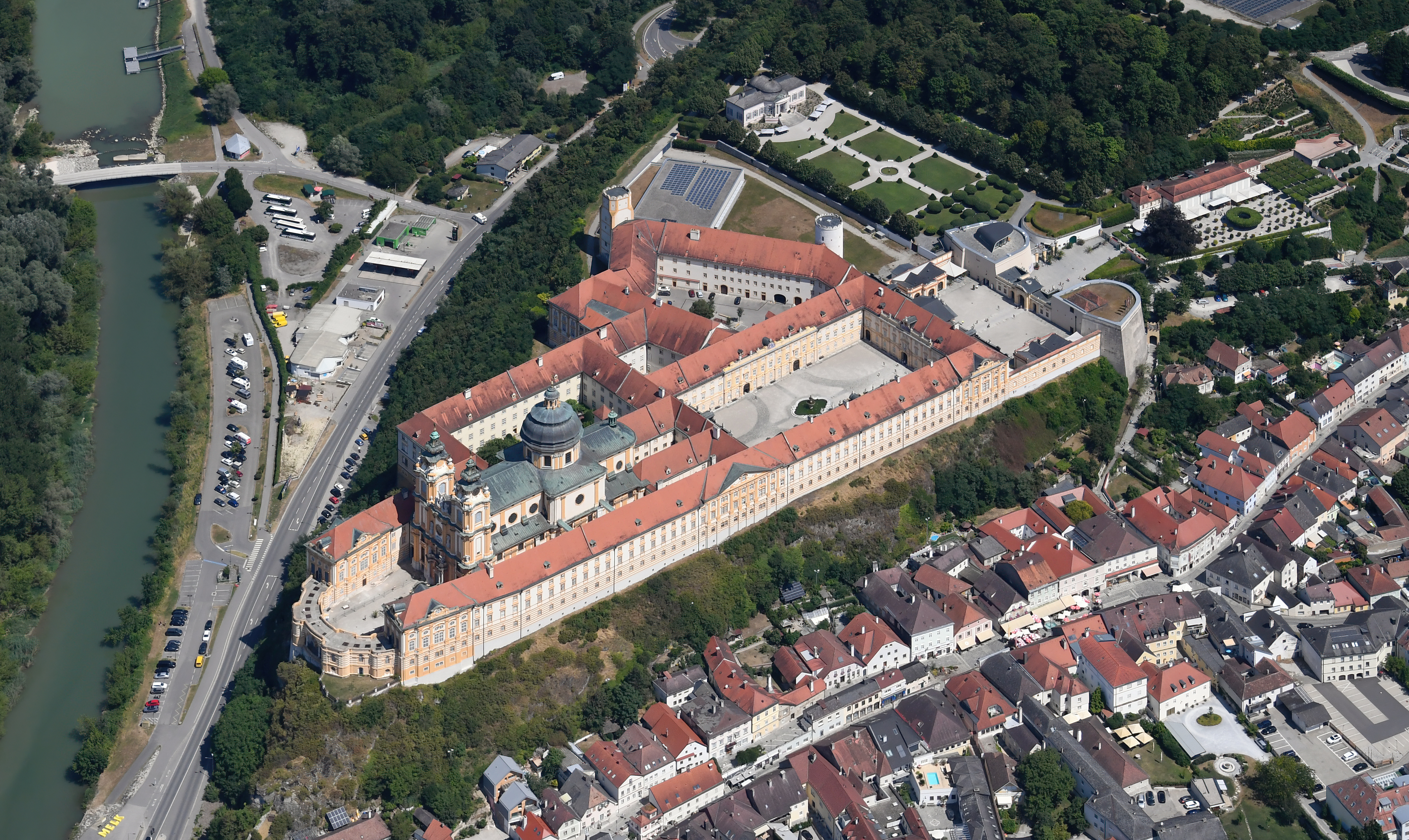
Stift Melk

Die Melker Klosterreform oder kurz Melker Reform war eine im 15. Jahrhundert von Stift Melk in Niederösterreich ausgehende monastische Reformbewegung, die bald die übrigen Benediktinerklöster in Österreich und im Süden Bayerns erfasste.

## Ursprung, Geschichte und Ziele der Reform
Das Konzil von Konstanz (1414–1418) war bestrebt, eine allgemeine Reform der Kirche einzuleiten. Dazu gehörte auch die Kritik an der Verweltlichung der Mönche und an damit verbundenen Missständen in den Klöstern. Deshalb formulierte das Konzil auch die Forderung nach einer Erneuerung des Klosterlebens. Zum Ausgangspunkt und Modell dieser Reform wurde die italienische Benediktinerabtei Subiaco. Nach dem Vorbild dieses italienischen Klosters sollten alle Benediktinerklöster ihr Leben neu an den Idealen der Benediktsregel ausrichten.
Herzog Albrecht V. von Österreich wollte mit der Reform der Klöster seines Herrschaftsgebietes in der Abtei Melk in Niederösterreich beginnen. Bei einer Visitation des Klosters Melk wurde 1418 Abt Johannes III. Flämming abgesetzt. Mit einer Pension ausgestattet verließ er das Kloster. Als neuer Abt wurde in Melk Nikolaus Seyringer eingesetzt (1418–25), der aus dem Kloster S. Anna in Rocca di Mondragona, einem von der Abtei Subiaco abhängigen Priorat, stammte. Gleichzeitig wurden in Melk die Consuetudines (Lebensgewohnheiten) des Klosters Subiaco eingeführt. Unter ihm und seinen Nachfolgern wurde Melk zu einem Musterbeispiel strenger monastischer Disziplin. 
Prinzipien der Reform:
- Versuch, streng nach der Benediktsregel zu leben, d. h. Ausrichtung des klösterlichen Lebens auf die gemeinsamen Gebetszeiten sowie Kampf gegen die Verweltlichung der Mönche und Äbte
- Beseitigung der Beschränkung der Aufnahme ins Kloster auf Adlige
- Förderung der wissenschaftlichen Arbeit im Geiste des Humanismus (Studium der alten Quellentexte)

Durch die intensiven Kontakte des Klosters Melk mit der Universität Wien verband sich in der Melker Reform das monastische Erneuerungsprogramm mit dem Anliegen des Konziliarismus, d. h. mit der Überzeugung, dass zur notwendigen Reform der Kirche an Haupt und Gliedern regelmäßig allgemeine Konzilien abgehalten werden müssen. Der Wiener Theologe Nikolaus von Dinkelsbühl spielte eine wichtige Rolle für die Reformbewegung.
Die Reformbemühungen im Kloster Melk strahlten rasch auf alle Benediktinerklöster in Österreich und in Südbayern aus. Zahlreiche Klöster übernahmen nicht nur die Lebensgewohnheiten des Klosters Melk, sondern erhielten Mönche aus Melk als Abt. Durch die Einführung und Umsetzung der Melker Reform kam es in vielen Klöstern zu einem neuen Aufblühen und zu einer echten Erneuerung des Klosterlebens. Der erstrebte Zusammenschluss der reformierten Klöster zu einer Kongregation gelang jedoch nicht (anders als bei der Bursfelder Reformbewegung im Norden Deutschlands). Dies mag ein Grund sein, warum schon bald im Zeitalter der Reformation (nach 1520) das monastische Leben in den eben erst reformierten Klöstern ungewöhnlich schnell wieder zusammenbrach.

## Einzelmaßnahmen der Melker Klosterreform
- Wiederbelebung der benediktinischen Regel, insbesondere der „Vita communis“
- Strenge Beachtung der Fastenordnung
- Strikte Einhaltung des Armutsgelöbnisses
- Hebung der Klosterdisziplin
- Einführung neuer Statuten und Konstitutionen
- Einführung neuer und strengerer Consuetudines (Bräuche)
- Reform der Liturgie und der Messfeier nach dem römischen Missale
- Wiederaufnahme der Schriftlesung im Konvent
- Vergrößerung der Anzahl der Klostermitglieder durch Aufhebung von Eintrittsbeschränkungen
- Beseitigung des Adelsprivileges bei der Aufnahme neuer Mönche
- Förderung der Aufnahme von nichtadeligen Mönchen
- Förderung des Eintrittes von Doktoren und Professoren der Theologie
- Aufnahme von gut ausgebildeten Mönchen
- Aufnahme von Laienbrüdern
- Sendung der Jungmönche an die Universitäten
- Versetzung widerspenstiger Mönche in kleine Konvente
- Entfernung von ausschließlich fremdsprachigen Mönchen z. B. im Schottenkloster in Wien
- Einsetzung von Reformäbten
- Trennung von geistlichen und weltlichen Klosterämtern
- Einführung eines Novizenmeisters
- Einführung eines „magister  studentium“ (Lehrers) für das Trivium der Klosteranwärter
- Erneuerung des Schulbetriebes in den Klöstern
- Erneuerung des Bibliothekswesens
- Vermehrung der Bücherbestände
- Wiedereinführung der Scriptorien
- Bau von neuen Klostergebäuden, insbesondere von Klosterbibliotheken
- Verbreiterung der wirtschaftlichen Basis der Klöster

## Verbreitung der Melker Klosterreform
Hauptsächlich durch Klostervisitationen verbreitete sich die Reform vom Stift Melk aus über ganz Süddeutschland. 
Die Melker Reform wurde von folgenden Klöstern übernommen: 

### Männerklöster
- Melk
- Göttweig
- Altenburg
- Schottenstift in Wien
- Kleinmariazell
- Seitenstetten
- Gleink
- Garsten
- Metten
- Kremsmünster
- Lambach
- Mondsee
- Michaelbeuern
- St. Peter in Salzburg
- Vornbach
- Oberalteich
- Biburg bei Abensberg/Niederbayern
- Scheyern
- Ebersberg
- Rott
- Tegernsee
- St. Georgenberg in Tirol
- Ettal: Einführung der Reform 1441 durch Johannes Schlitpacher und Johannes von Speyer im Auftrag des Herzogs von Bayern
- Benediktbeuern
- Wessobrunn
- Andechs
- Irsee
- St. Ulrich und Afra in Augsburg: Einführung der Reform 1441 durch Johannes Schlitpacher im Auftrag des Bischofs von Augsburg
- Thierhaupten
- Fultenbach
- Heilig Kreuz in Donauwörth
- Mönchsdeggingen im Ries
- Anhausen
- Elchingen
- Wiblingen
- Blaubeuren
- Lorch
- St. Blasien
- Kloster Allerheiligen in Schaffhausen
- Stift Millstatt
- Sankt Paul im Lavanttal

### Benediktinische Frauenklöster
- Nonnberg in Salzburg
- Geisenfeld
- Göss[1]
- Hohenwart
- Kühbach
- Bergen
- Holzen
- St. Nikolaus bei Augsburg
- Sonnenburg (Südtirol)

### Von der Melker Reform beeinflusste Klöster
- Metten
- Mallersdorf
- Prüfening
- Weihenstephan
- St. Stephan in Würzburg
- Neresheim
- Ottobeuren
- St. Mang in Füssen
- Fürstabtei St. Gallen

### Zur Bursfelder Reform umgeschwenkte Klöster
- Alpirsbach
- Hirsau